# Неокантианство
Неокантианство — направление в немецкой философии второй половины XIX — начала XX веков, получившее распространение в Европе в 1870—1910-е годы.
Центральный лозунг неокантианцев («Назад к Канту!») был сформулирован Отто Либманом в работе «Кант и эпигоны» (1865) в условиях кризиса философии и моды на материализм.
Неокантианство подготовило почву для феноменологии. Неокантианство акцентировало внимание на эпистемологической стороне учения Канта, а также повлияло на формирование концепции этического социализма. Особенно много сделали кантианцы в деле обособления естественных и гуманитарных наук. Первые используют номотетический метод (генерализирующий — основанный на выведении законов), а вторые — идиографический (индивидуализирующий — основанный на описании эталонных состояний). Соответственно и мир делится на природу (мир сущего или объект естественных наук) и культуру (мир должного или объект гуманитарных наук), причём культуру организуют ценности. Отсюда именно неокантианцами была выделена аксиология.
Причины успеха течения связываются с тем, что неокантианцы противостояли не только материализму естественных наук, но и любой идеалистической метафизике.

## Истоки
Появление неокантианства связывается с разрывом между философией и естественными науками, быстрое развитие которых поставило под сомнение мировоззренческую гегемонию немецкого идеализма. Поводом для повороту к Канту первоначально стал «спор о материализме», попытка совместить естествознание и кантовскую эпистемологию произошла в физиологии («физиологическое неокантианство») .

## Школы неокантианства
В неокантианстве различают Марбургскую школу, занимавшуюся преимущественно логико-методологической проблематикой естественных наук, и Баденскую школу (Фрайбургскую, Юго-западную), сосредоточившуюся на проблематике ценностей и методологии наук гуманитарного цикла («наук о духе»).

### Марбургская школа
Основоположником Марбургской школы неокантианства считается Герман Коген (1842—1918). Её наиболее видными представителями в Германии были Пауль Наторп (1854—1924) и Эрнст Кассирер (1874—1945). К ней примыкали такие философы-неокантианцы как Ханс Файхингер (1852—1933), Йонас Кон и Рудольф Штаммлер.
В разное время влияние неокантианских идей Марбургской школы испытали Н. Гартман и Р. Кронер, Э. Гуссерль и Х.-Г. Гадамер, Э. Бернштейн и Л. Брюнсвик.
В России сторонниками Марбургской школы были Н. В. Болдырев, А. В. Вейдеман, Д. О. Гавронский, В. А. Савальский, А. Л. Саккетти, В. Э. Сеземан, Б. А. Фохт и др. В разные годы к ней примыкали М. М. Бахтин, А. И. Введенский, М. И. Каган, Г. Э. Ланц, И. И. Лапшин, Б. Л. Пастернак, С. Л. Рубинштейн, Б. В. Яковенко.
Забвение идей школы происходит при национал-социализме. В это время сочинения марбургских неокантианцев были причислены к «еврейско-либеральным ересям» и исчезли из библиотек. Их идеи замалчивались и коверкались. В этом деле особенно преуспели философ Макс Вундт (1879—1963), сын Вильгельма Вундта, и марбургский психолог Эрих Енш (Jaensch, 1883—1940). Последний прилагал все свои усилия к тому, чтобы опорочить отзывы о своём еврейском предшественнике Германе Когене. Объявить себя неокантианцем в то время означало де-факто заявить о симпатиях к евреям.

### Баденская школа
Основателями Баденской школы (нем. Südwestdeutsche Schule) считаются Вильгельм Виндельбанд и Генрих Риккерт. Их учениками и сторонниками были философы Эмиль Ласк, Рихард Кронер.
В России к этой школе причисляли себя Н. Н. Бубнов, С. И. Гессен, Г. Э. Ланц, Б. А. Кистяковский, М. М. Рубинштейн, Ф. А. Степун и др.

## Русские неокантианцы
В Россию неокантианство распространилось на рубеже XIX—XX веков.
- Введенский, Александр Иванович
- Болдырев, Николай Васильевич
- Вейдеман, Александр Викторович
- Гавронский, Дмитрий Осипович
- Гессен, Сергей Иосифович
- Ланц, Генрих Эрнестович
- Лаппо-Данилевский, Александр Сергеевич
- Рубинштейн, Сергей Леонидович
- Рубинштейн, Моисей Матвеевич
- Савальский, Василий Александрович
- Сеземан, Василий Эмильевич
- Степун, Фёдор Августович
- Фохт, Борис Александрович
- Яковенко, Борис Валентинович и др.